# Góry Lubiańskie
Góry Lubiańskie (deutsch Weißberg) ist ein kleiner Ort in der polnischen Woiwodschaft Ermland-Masuren. Er gehört zur Gmina Grunwald (Landgemeinde Grünfelde) im Powiat Ostródzki (Kreis Osterode in Ostpreußen).

## Geographische Lage
Góry Lubiańskie liegt im südlichen Westen der Woiwodschaft Ermland-Masuren, 27 Kilometer südöstlich der Kreisstadt Ostróda (deutsch Osterode in Ostpreußen).

## Geschichte
Ursprünglich war der kleine Ort Gory – nach 1820 Gorry, nach 1871 Gurry, ab 19. September 1877 Weißberg – lediglich ein großer Hof. Bis 1945 war Weißberg wie Lindenberg (polnisch Lipowa Góra) ein Wohnplatz von Seewalde (polnisch Zybułtowo) im Kreis Osterode in Ostpreußen.
Mit dem gesamten südlichen Ostpreußen kam Weißberg 1945 in Kriegsfolge zu Polen und erhielt die polnische Namensform „Góry Lubiańskie“. Heute ist das kleine Dorf eine Ortschaft im Verbund der Gmina Grunwald (Landgemeinde Grünfelde) im Powiat Ostródzki (Kreis Osterode in Ostpreußen), bis 1998 der Woiwodschaft Olsztyn, seither der Woiwodschaft Ermland-Masuren zugehörig.

## Kirche
Bis 1945 war Weißberg in die evangelische Kirche Mühlen (Ostpreußen) (polnisch Mielno) in der Kirchenprovinz Ostpreußen der Kirche der Altpreußischen Union sowie in die römisch-katholische Kirche Thurau (polnisch Turowo) im Bistum Ermland eingepfarrt.
Heute gehört Góry Lubiańskie evangelischerseits zur Kirche in Olsztynek (Hohenstein), einer Filialkirche der Pfarrei Olsztyn (Allenstein) in der Diözese Masuren der Evangelisch-Augsburgischen Kirche in Polen, katholischerseits zur St.-Johannes-der-Täufer-Kirche Mielno (Mühlen) im jetzigen Erzbistum Ermland.

## Verkehr
Góry Lubiańskie liegt an einer Nebenstraße, die von Zybułtowo (Seewalde) weit in den Süden der Woiwodschaft bis zur Kreisstadt Działdowo (Soldau) führt. Eine Anbindung an den Bahnverkehr besteht nicht.